# Liebre joven (Durero)
Liebre joven (en alemán: Feldhase) es una obra de Alberto Durero pintada a acuarela y gouache sobre papel con unas dimensiones de 25,1 cm x 22,6 cm. Está firmada y fechada en 1502 y actualmente se conserva en el museo Albertina de Viena.

## Historia
Después de la muerte del artista la obra es vendida por sus herederos a un marchante y gran coleccionista de arte de Nuremberg,   Willibald Imhoff. En 1588, los herederos del marchante la ceden, junto con otras obras y acuarelas, al emperador Rodolfo II del Sacro Imperio Romano Germánico quien la envía a Praga. En 1631, el emperador Fernando II de Habsburgo traslada la mayor parte de la colección de Rodolfo II desde el Castillo de Praga al Palacio Imperial de Hofburg en Viena, para preservarla del pillaje de la ciudad durante la Guerra de los treinta años.
A partir de 1783, la acuarela forma parte de la biblioteca imperial y posteriormente es vendida, en el año 1796, al duque Alberto de Sajonia-Teschen cuyas colecciones son la base del museo Albertina. La acuarela figura dentro de las colecciones del museo desde su creación.

## Descripción y características
Pintada en su taller, Liebre joven está considerada como una obra maestra de arte observacional junto con su otra gran acuarela Gran mata de hierba pintada al año siguiente. El motivo ha sido dibujado con una calidad casi fotográfica y a pesar de que la pieza es tradicionalmente conocida como Liebre joven, el retrato del animal es lo suficientemente detallado como para identificarlo como un espécimen adulto. (La traducción literal del alemán es "Liebre de campo" y en inglés, a menudo, la obra es llamada La liebre silvestre o simplemente La Liebre).
La obra supuso un reto especialmente difícil debido al pelaje de la liebre que se extendía en diferentes direcciones y la luz que lo matizaba con parches oscuros y brillantes por todo su cuerpo. Durero tuvo que adaptar las convenciones tradicionales del sombreado para poder perfilar el contorno del animal por medio de la luz que caía sobre él. A pesar de los retos técnicos que suponía dar apariencia de luz sobre un objeto con multitud de texturas y colores diferentes, Durero consiguió manejarlo no sólo para crear un muy detallado, casi científico, estudio del animal, sino que también supo inundar el dibujo con una cálida luz dorada que baña a la liebre desde la izquierda, ilumina las orejas, recorre el pelo a lo largo de su cuerpo, da una chispa de vida al ojo y extiende una extraña sombra a la derecha.
Para llevar a cabo la obra, Durero esbozó ligeramente la imagen y la coloreó bañándola de acuarela marrón. Entonces, pacientemente, fue componiendo la textura del pelaje con ligeras pinceladas de colores claros y oscuros aplicados tanto con acuarela como con gouache. Poco a poco, el cuerpo de la liebre fue tomando forma con la adicción de pequeños y refinados detalles como los bigotes, las uñas o un detallado reflejo de una ventana en el ojo del animal.

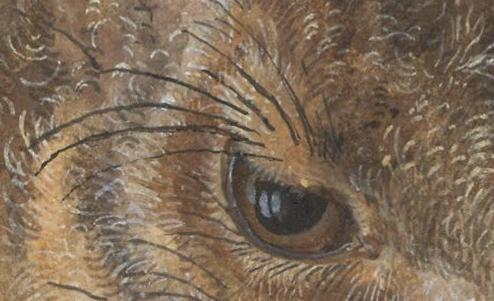
Detalle del reflejo de la ventana en el ojo. Tal vez sea una ventana del taller de Durero.

Sobre este reflejo hay un debate abierto. Según unos sería la prueba de que Durero utilizó una liebre que mantuvo viva en cautividad para usarla de modelo. El reflejo que se ve en el ojo sería la ventana de su taller. Otros, sin embargo, creen que el maestro simplemente utilizó una liebre muerta para copiar los detalles y por eso el reflejo del ojo no sería más que un recurso habitual, usado por Durero en otras obras, que servía para dar más vivacidad a los ojos de los personajes.  
Durero solía acudir a sus estudios en acuarela y gouache como fuente de documentación para sus pinturas, pero en La sagrada familia con tres liebres, las liebres están pobremente pintadas y en la única de sus otras pinturas en las que aparece una liebre es el grabado en cobre de Adan y Eva y la liebre está huyendo medio escondida entre las piernas de Eva. La fecha destacada junto al monograma con el que solía firmar, indica que Durero lo consideraba una obra en sí misma y no un mero boceto.

## Copias de otros artistas
Liebre joven es y ha sido obra de referencia para gran cantidad de artistas y ha tenido numerosas copias de conocidos pintores, especialmente coetáneos a Durero, de las que se conocen al menos doce versiones diferentes. Estas son algunas de las más conocidas de los artistas Hans Hofmann y Joris Hoefnagel.

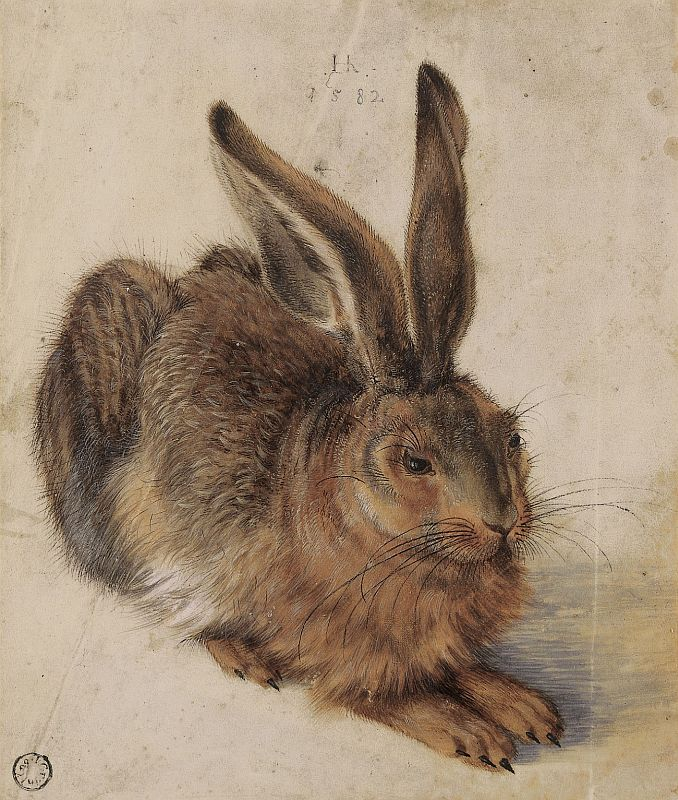
Hans Hoffmann, Liebre (copia de Durero), 1582, acuarela sobre papel, 2,16 x 1,83 cm, Bremen, Galeria Neuse.
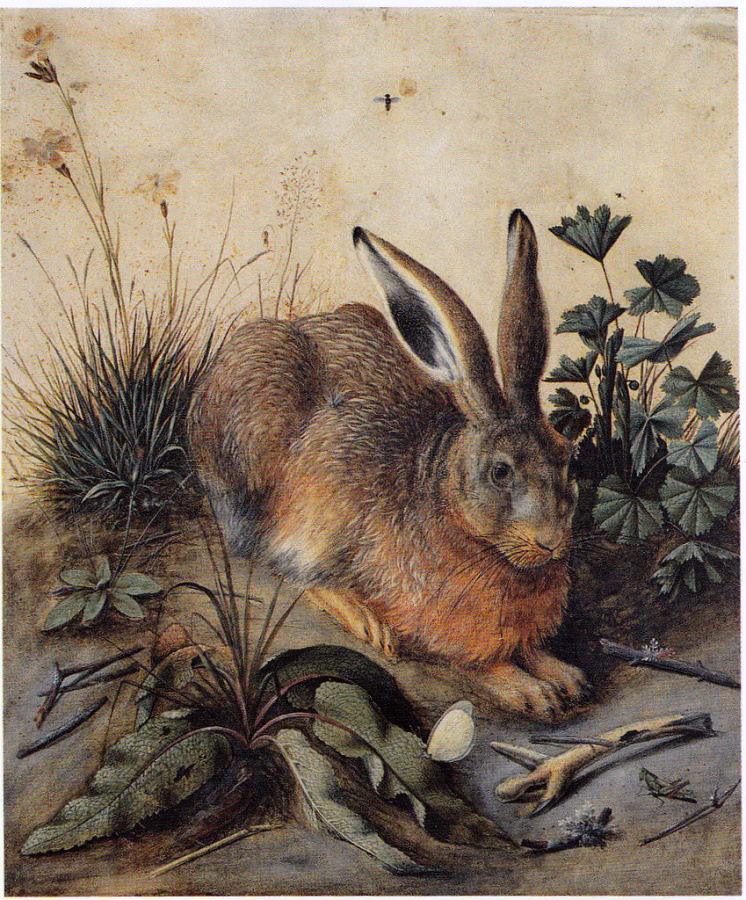
Hans Hoffmann, Liebre rodeada de plantas, 57 x 49 cm, Galeria Corsini, Roma.
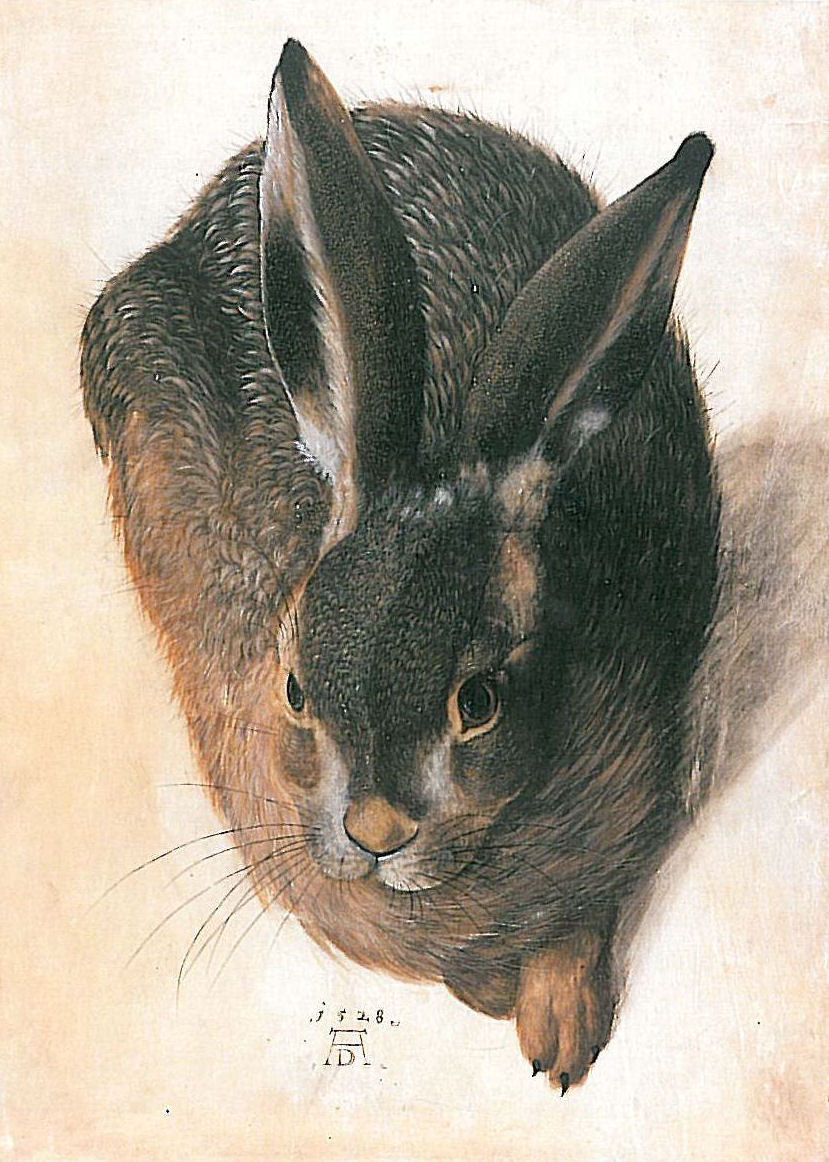
Hans Hoffmann, Liebre, 1582, acuarela y gouache sobre pergamino, 32,5 x 25,6 cm, Berlín, Gemäldegalerie, incluye el anagrama AD.
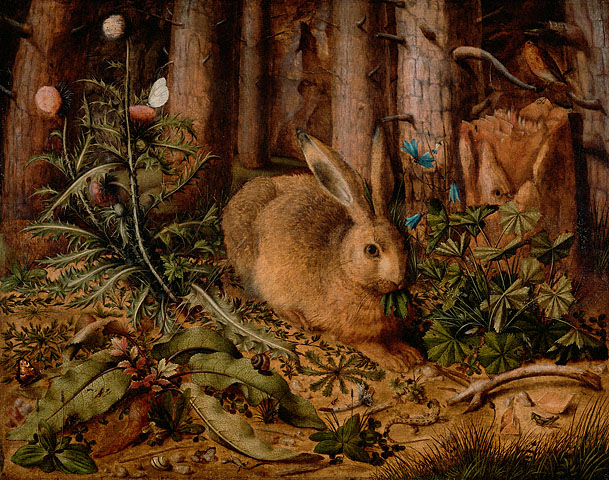
Hans Hoffmann, Liebre en el bosque, 62 x 78,2 cm, óleo sobre lienzo, Los Ángeles, Getty Museum
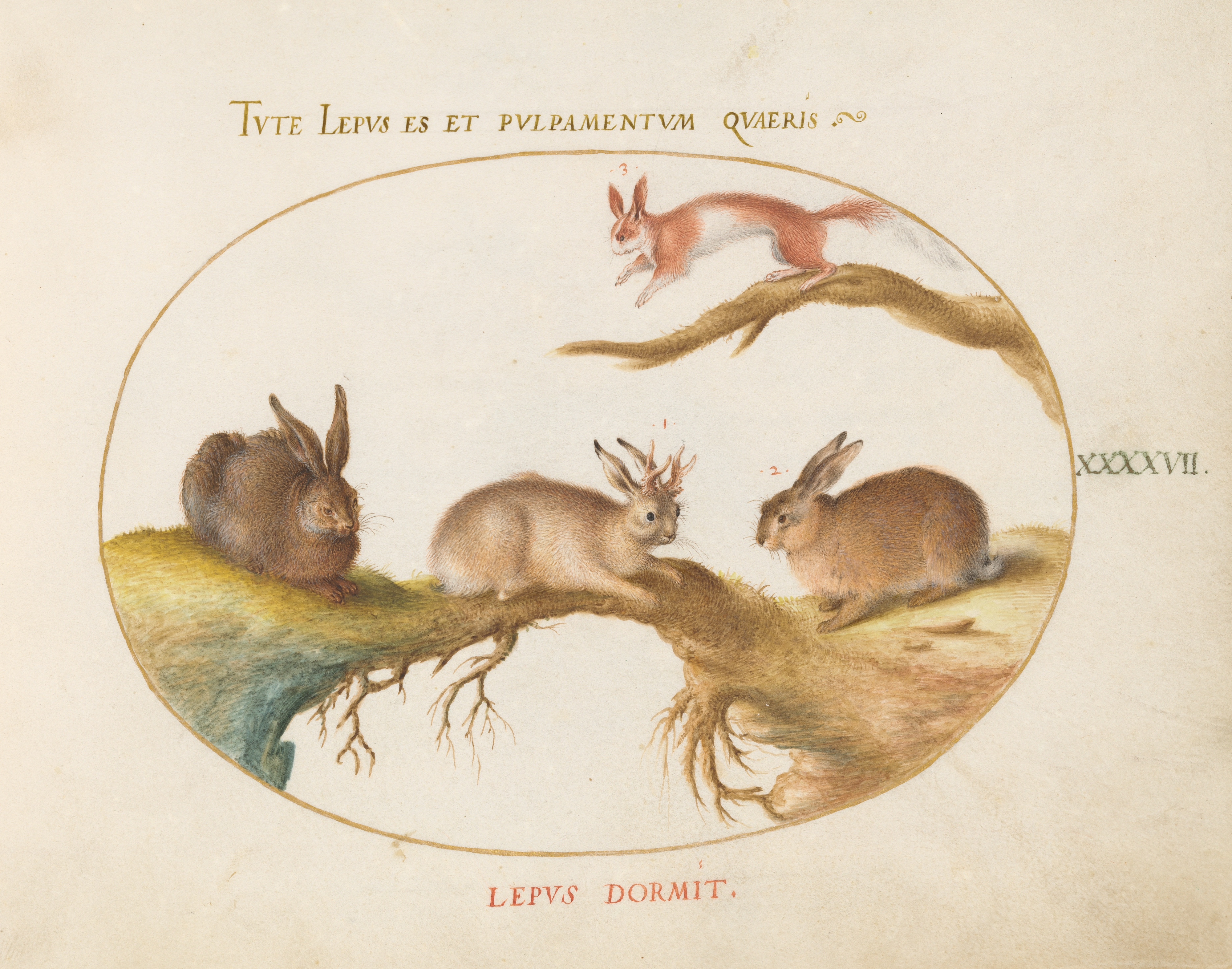
Joris Hoefnagel, Animalia Qvadrvpedia et Reptilia (Terra) 1575-1580, acuarela y gouache sobre vitela, 14,3 x 18,4 cm, Washington D. C., National Gallery of Art
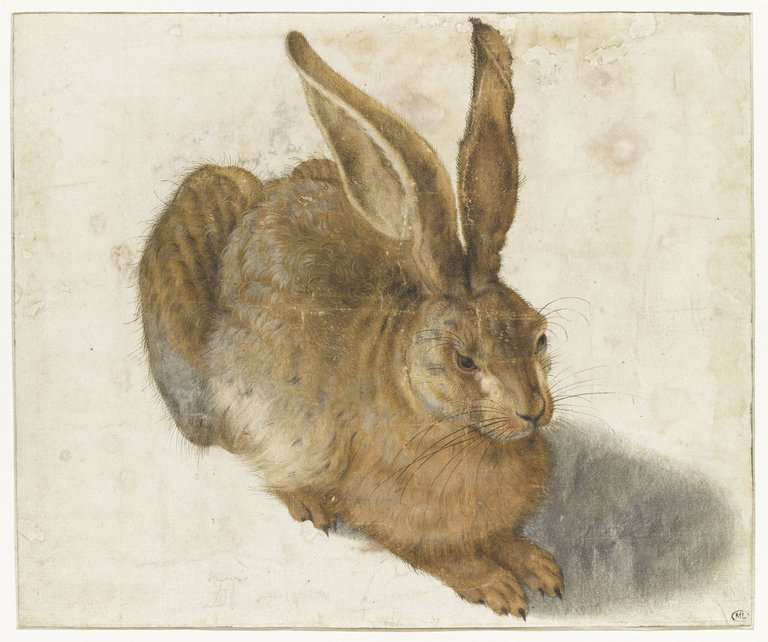
Joris Hoefnagel, Liebre acostada vuelta a la derecha., acuarela y tinta negra, 20,2 x 241 cm, París, Museo del Louvre.